# نائوهیرو تاکاهارا
نائوهیرو تاکاهارا (به ژاپنی: 高原 直泰) بازیکن فوتبال اهل ژاپن و عضو تیم ملی فوتبال ژاپن است که در تاریخ ۱۳ فوریه ۲۰۰۰ میلادی اولین بازی ملی‌اش را انجام داد. او در ۵۷ بازی ملی حضور داشت و آخرین بازی ملی خود را در تاریخ ۲۷ مه ۲۰۰۸ میلادی انجام داد. ناوهیرو تاکاهارا در بازی‌های ملی‌اش
۲۳ گل به ثمر رساند.